# Naka (Tokushima)
Pour les articles homonymes, voir Naka.
Naka (那賀町, Naka-chō) est un bourg du district de Naka, situé dans la préfecture de Tokushima, au Japon.

## Géographie

### Démographie
Au 1er mai 2015, la population de Naka s'élevait à 8 240 habitants répartis sur une superficie de 694,98 km2.

## Histoire
La création du bourg de Naka date de 2005 après la fusion des anciens bourgs d'Aioi, Kaminaka et Wajiki, et des villages de Kisawa et Kito.